# Айда, Адам
А́дам Ач А́йда (англ. Adam Uche Idah; родился 11 февраля 2001) — ирландский футболист, нападающий клуба «Норвич Сити» и национальной сборной Ирландии. До конца сезона 2023/24 выступает за шотландский клуб «Селтик» на правах аренды.

## Клубная карьера
Уроженец Корка, Адам начал тренироваться в футбольной академии «Колледж Коринтианс» в 2007 году в возрасте шести лет. Провёл в этой академии десять лет, после чего перешёл в академию английского клуба «Норвич Сити» в 2017 году. 27 августа 2019 года дебютировал в основном составе «канареек» в матче Кубка Английской футбольной лиги против «Кроли Таун». 1 января 2020 года дебютировал в Премьер-лиге, выйдя на замену в концовке матча против «Кристал Пэлас». 4 января 2020 года в матче Кубка Англии против «Престон Норт Энд» Адам сделал хет-трик.
1 февраля 2024 года отправился в аренду в шотландский клуб «Селтик».

## Карьера в сборной
Выступал за сборные Ирландии до 16, до 17, до 18, до 19 лет и до 21 года.
3 сентября 2020 года дебютировал в составе первой сборной Ирландии в матче против Болгарии.

## Личная жизнь
Отец Адама — нигериец, а мать — ирландка.